# Hypsidia
Hypsidia és un gènere de papallones nocturnes de la subfamília Thyatirinae de la família Drepanidae.

## Taxonomia
- Grup d'espècies niphosema
  - Hypsidia australica (Sick, 1938)
  - Hypsidia grisea Scoble & Edwards, 1988
  - Hypsidia microspila (Turner, 1942)
  - Hypsidia niphosema (Lower, 1908)
- Grup d'espècies erythropsalis
  - Hypsidia erythropsalis Rothschild, 1896
  - Hypsidia robinsoni Hacobian, 1986